# 紀弥麻沙
紀 弥麻沙（き の みまさ、紀 彌麻沙）は、6世紀中頃（朝鮮の三国時代/日本の古墳時代後期）の倭系百済人。日本人であるが、百済王権に仕えた倭系百済官僚。官位は奈率（なそつ/なそち：百済の官位十六品の第6位）。

## 氏名
『日本書紀』では「紀臣奈率彌麻沙（きのおみ なそつ みまさ）」などと表記される。鄭僑源は、「今日に於ては、内鮮人間の氏名などが、著しく相違するので、まるで血族的交渉がない様に見えるが、決して左にあらず。中古以前は姓名も両者殆んど同一であったのである。例へば蘇我馬子が日本最初の寺院として建立した法興寺の工事のために百済から呼んだ工匠、即ち太良未太、文賈古子の姓名の如き、又瓦工の麻奈文奴とか聖明王時代日本に使せる紀臣奈率彌麻沙、物部施徳麻奇牟、河内部阿斯比多の如き、又百済滅亡の時の将軍鬼室福信の如き、何れも今の朝鮮式の姓名とは凡て異り、むしろ日本的であるといふことができるのである」と述べている。

## 記録
『日本書紀』欽明天皇2年（541年?）7月条の割注によると、紀臣（紀氏。名は記載なし）が韓婦を娶って生まれた子で、百済に留まってのち奈率になったという。欽明天皇紀では、弥麻沙のほかにも物部施徳麻奇牟などの倭系百済人と見られる人物が多く記されている。
同条によると、安羅の日本府と新羅とが計を通じたと聞いた百済により、弥麻沙は前部奈率鼻利莫古・奈率宣文・中部奈率木刕眯淳ら3人とともに安羅へ遣わされた。そして安羅に新羅任那の執事を召させ任那を建てるよう謀らせたという。
欽明天皇3年（542年?）7月には、下韓・任那の政を奏して上表するため、中部奈率己連とともに百済から来朝している。そして欽明天皇4年（543年?）4月に帰国したという。

## 考証
朝鮮半島西南部では5世紀後半から6世紀前半にかけて前方後円形墳10数基の築造が知られるが、一説にこれらは半島に移住した倭人の墓とされる。これに関して、この地域が百済と深い関係にあることから、弥麻沙ら倭系百済人の墓と推測する説がある。
紀大磐の子であるとする説が存在する。